# ناحية رغيوة (مقاطعة هفتغل)
ناحية رغيوة (بالفارسية: بخش رغیوه) هي (ناحية) في مقاطعة هفتغل في محافظة خوزستان جنوب غرب إيران. حسب إحصاءات سنة 2006 كان عدد سكان هذه الناحية 5,352 نسمة في 1,048 مسكن.